# Saint Dominique en prière

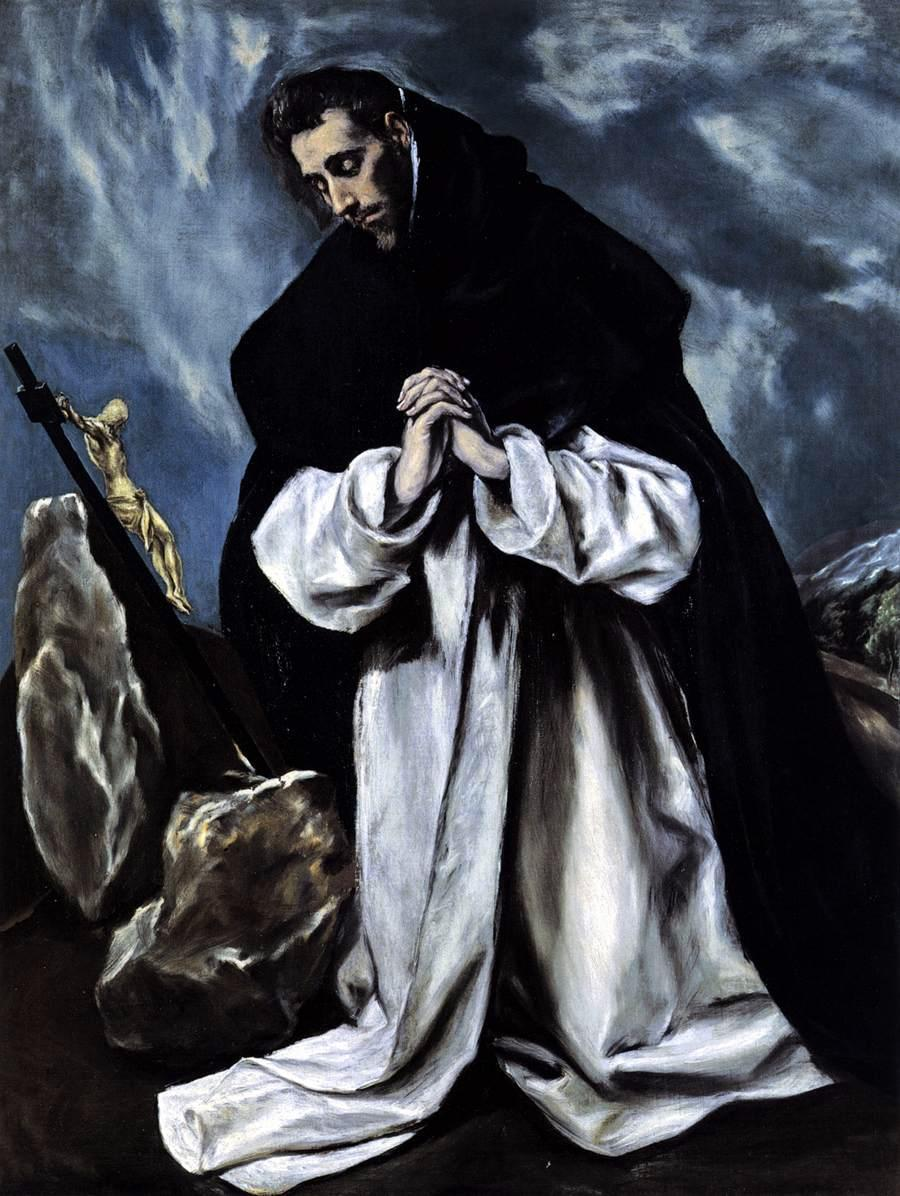
Saint Dominique en prière

Saint Dominique en prière est une peinture à l'huile sur toile de 118 × 86 cm représentant saint Dominique à genoux en prière devant son crucifix. Elle date de 1586-1590. Ce thème a été traité plusieurs fois par Le Greco dont celui appartenant à la collection privée Placido Arango (Madrid),

## Description et analyse
Saint Dominique à côté de Saint François et de Marie-Madeleine est la figure de saint la plus représentée par le Greco. Ce tableau est mentionné dans l'inventaire des possessions du Greco après sa mort en 1614, comme Saint Dominique devant la croix. La composition était auparavant connue à partir de dessins de 1606 exécutés par Diego de Astor.
Le tableau a été peint à la même période que L'Enterrement du comte d'Orgaz, ce qui est indiqué par la manière de présenter les figures de saints et d'un religieux. Saint Dominique est montré au premier plan dans une position à genoux et priant devant la croix, les mains jointes en prière. Il est vêtu d'un habit blanc et d'un manteau noir à capuche, le costume de l'ordre dominicain, qu'il a fondé en 1216. La figure est représentée du point de vue du bas, ce qui le fait paraître encore plus puissant, tandis que sa tête est disproportionnée. Dominique prie devant le crucifix posé sur une roche nue. La même croix peut être trouvée dans les tableaux Saint François en prière ou Marie-Madeleine pénitente.

## Autres versions
Le Greco a répété la même composition dans des travaux ultérieurs, comme celui de la cathédrale de Tolède (1603-1607, 120 × 88 cm) et du Musée des Beaux-Arts de Boston (1603-1607, 105 × 83 cm). Dans ces versions, le ciel orageux et l'intensité de l'éclairage façonnent l'arrière-plan du personnage de Dominique. Il y a de légères différences et des changements de typologie entre les œuvres: le tableau de la collection Arango est plus naturaliste, et la version de Boston dégage plus d'intensité dramatique, le ciel étant plus brun et le visage plus pâle. Une autre version (1600-1610, 73 x 57 cm) faisait partie de la collection du Musée Arp. En 2013, ce tableau a été mis aux enchères par la maison de vente Sotheby's et a atteint un prix record de toutes les peintures du Greco à ce jour - 9 155 500 livres sterling. Il existe aussi une version de Saint Dominique en prière (72 × 58 cm) appartenant à la Hispanic Society of America.

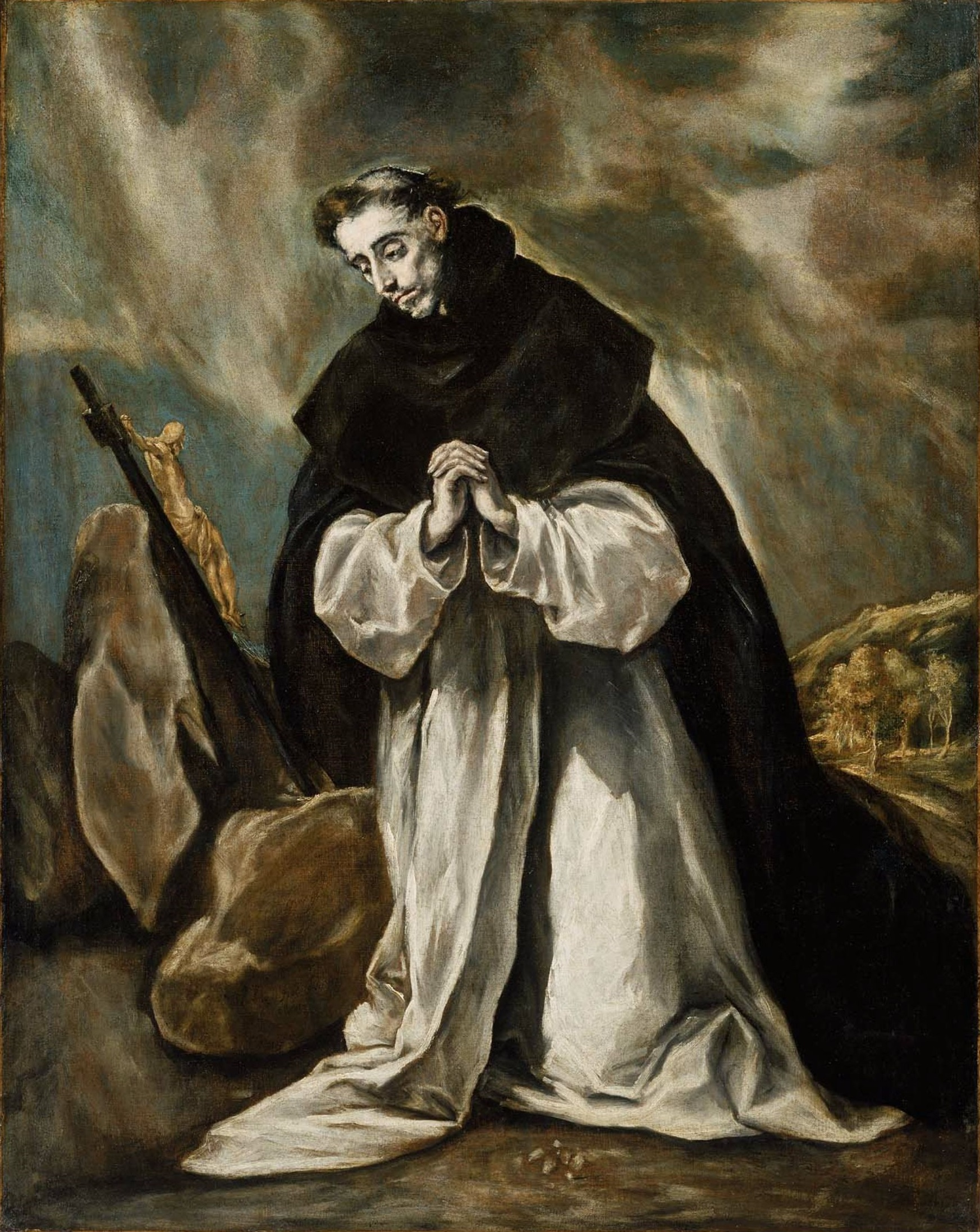
Saint Dominique en prière, version du musée des beaux-arts de Boston.

### Version du musée Santa Cruz de Tolède
Le Saint Dominique en prière (1606, 101 × 55 cm), conservé au musée Santa Cruz de Tolède, montre un saint Dominique plus âgé et plus émacié dans une atmosphère plus dramatique. Il contemple le crucifix qu'il tient dans la main et tout décor est absent, hormis un ciel orageux donnant une impression tragique.

## Expositions
Le Saint Dominique en prière de la collection Arango a été présenté au public à Paris, au  Grand Palais, à l'exposition Greco du 16 octobre 2019 au 10 février 2020.